# Lin Biao
Pour les articles homonymes, voir Lin.
Dans ce nom chinois, le nom de famille, Lin, précède le nom personnel.
Lin Biao ou Lin Piao (chinois : 林彪 ; pinyin : lín biāo ; Wade : lin² piao¹), est un militaire et un homme politique chinois né le 5 décembre 1907 dans la ville de Huanggang et mort le 13 septembre 1971 dans des circonstances troubles, accusé de complot contre Mao Zedong.

## Formation militaire
Lin Biao est le fils d'un petit propriétaire terrien de la région de la ville de Wuhan, où il est né. L'entreprise que tenait son père est ruinée par les seigneurs de guerre locaux. Depuis la chute de la dynastie mandchoue en 1911, la Chine est divisée, ravagée par des guerres intestines entre seigneurs de guerre qui contrôlent le pays à leur guise. C'est dans ce contexte que Lin s'engage, dès 1924, dans la Ligue de la jeunesse communiste chinoise. À l'âge de 18 ans, il commence sa carrière militaire en intégrant l'Académie militaire de Whampoa. Fondée par Sun Yat-sen, l'académie a pour but de former la future élite de son parti révolutionnaire, le Guomindang. Sun choisit d'accueillir des communistes, toutefois en très nette minorité, pour obtenir le soutien du voisin soviétique. À l'académie, Lin devient le protégé de Zhou Enlai, l'un des fondateurs du Parti communiste chinois, et du général soviétique Vasily Blyukher, envoyé par l'URSS. Moins d'un an après avoir intégré l'Académie, Lin participe à l'expédition du Nord, lancée pour réunifier la Chine. Brillant soldat, Lin est élevé au rang de commandant de bataillon de l'Armée nationale révolutionnaire. Il termine sa formation en 1925. En 1927, âgé d'à peine 20 ans, il a le grade de colonel.

## Résistance contre le Guomindang (1926-1937)
Tchang Kaï-chek, qui a pris la tête du Guomindang depuis la mort de Sun en 1925, ordonne la purge des communistes du Parti. En 1927, Staline demande alors aux communistes de créer leur propre Armée rouge. Lin combat sous les ordres de Zhu De. Comme d'autres communistes, il se réfugie dans la province du Jiangxi, où Mao Zedong dirige un Soviet. C'est là que Lin le rencontre pour la première fois, en 1928. En 1932, Lin Biao reçoit le commandement du 1er corps de Armée rouge chinoise, avec 20 000 combattants. 
Dans le Jiangxi, Tchang Kaï-chek envoie ses forces armées, bien plus nombreuses, pour déloger les communistes lors de campagnes d'extermination. Lors de la cinquième, l'armée du Guomindang, avec 700 000 hommes appuyés par l'aviation, encercle les troupes communistes (environ 150 000 combattants). L'Armée rouge est contrainte à la retraite. Lin participe héroïquement à ce qu'on appellera la Longue Marche (octobre 1934–octobre 1935). 

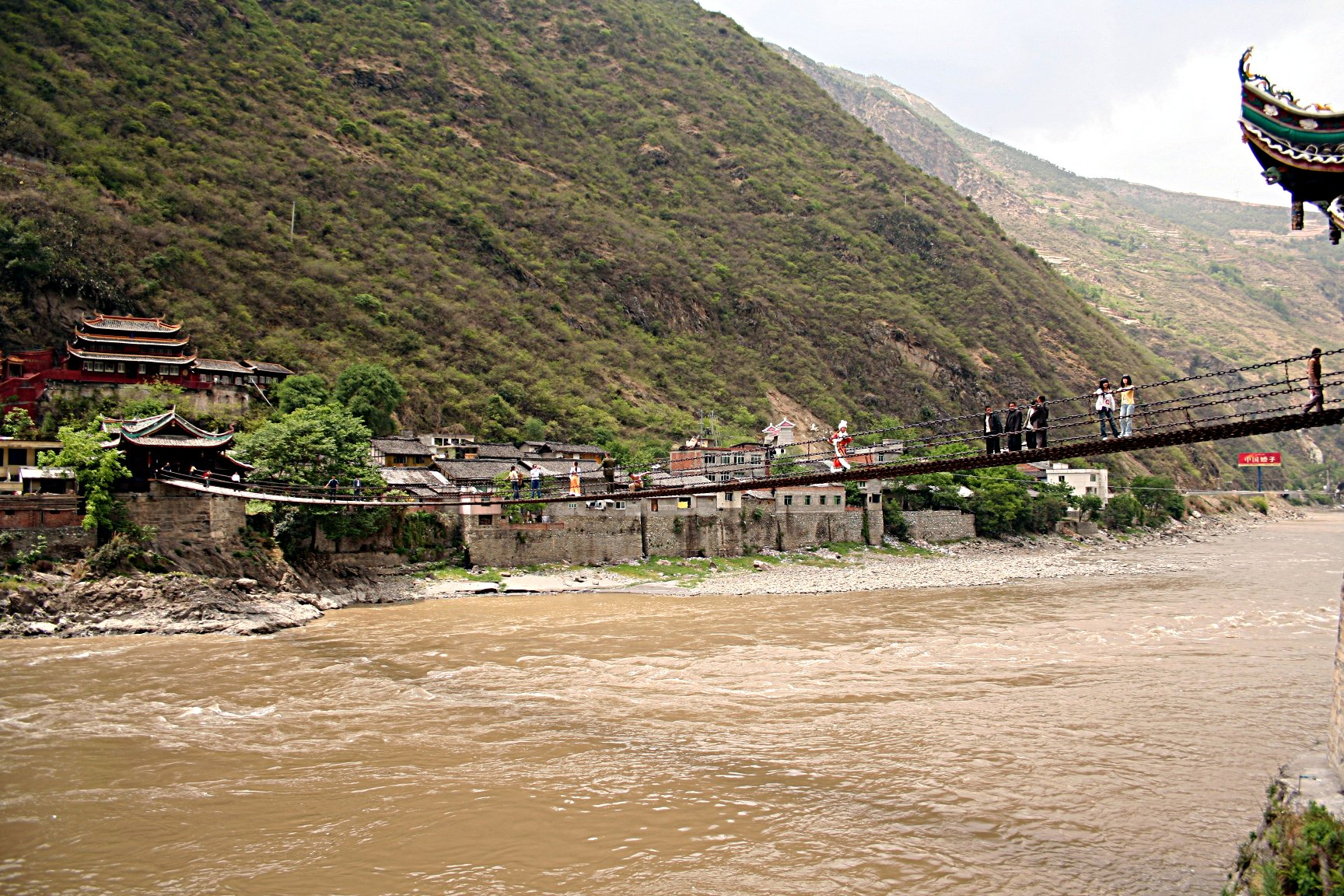
Le pont de Luding, enjambant la rivière Dadu.

Selon la légende, le plus grand exploit de Lin est le franchissement de la rivière Dadu, dans la province du Sichuan. Il était impossible de la franchir en bateau : le seul moyen était d'emprunter le pont de Luding, un pont suspendu construit pendant la dynastie Qing. Ce pont, rudimentaire, était constitué de chaînes métalliques recouvertes par des lattes de bois. Quand les troupes de Lin atteignent le pont, elles s'aperçoivent que les nationalistes du Guomindang se trouvent de l'autre côté. Ils ont déjà retiré les 2/3 du plancher, le reste est en feu. Lin ordonne à 22 hommes de former un groupe de tête et de reprendre le pont. Sous le feu des mitrailleuses ennemies, 18 parviennent de l'autre côté du pont. En 2 heures, le pont est repris. 
Cet épisode contribua à faire de la Longue Marche une légende et donner une dimension héroïque au combat des communistes. C'est aussi pendant la Longue Marche que Mao devient le dirigeant incontesté du Parti. Lin lui apporte son soutien.
Certains[Qui ?] contestent toutefois la véracité de cet épisode, qui n'est peut-être que le fruit de la propagande communiste visant à exacerber le nationalisme chinois.[réf. nécessaire]

## Guerre contre le Japon (1937-1945)
Alors que les forces armées communistes sont mises à mal par le Guomindang, la Chine s'enfonce dans une guerre contre le Japon. Pendant la guerre sino-japonaise, Lin commande la 115e division de l'armée de la 8e route. Lin utilise brillamment les techniques de guérilla mobile, selon les théories de Mao. Il est à l'origine de la première victoire chinoise sur le Japon : la bataille de Pingxingguan le 25 septembre 1937. Cette bataille constitue d'ailleurs à l'époque l'une des rares victoires chinoises face à une armée japonaise largement moins nombreuse (800 000 soldats), mais bien mieux équipée. Lin Biao et Peng Dehuai sont reconnus comme les plus grands commandants sur le terrain, et cela vaudra à Lin d'être sérieusement blessé en 1938. On lui confie alors la direction de l'Académie militaire de Yan'an, ville devenue la base politique et militaire du Parti communiste après la Longue Marche. Lin part ensuite pour Moscou, où il se fait soigner de 1939 à 1942. À son retour à Yan'an, il reprend ses activités d'enseignement militaire et d'endoctrinement.

## Guerre civile (1945-1949)
Malgré leur lutte contre un ennemi commun, le Japon, les combats entre les nationalistes et les communistes n'ont jamais cessé. Après la capitulation du Japon, ils se lancent dans une course pour reprendre le contrôle des territoires anciennement occupés par le Japon. Les communistes s'emparent principalement des territoires du Nord-Ouest, avec le soutien de l'URSS (les Russes acceptent de livrer les armes des vaincus aux communistes chinois). Lin est nommé secrétaire du Bureau du Parti dans le Nord-Ouest. Il y commande l'Armée rouge. Les nationalistes, eux, reçoivent le soutien de l'armée américaine, qui fournit du matériel et forme des soldats. L'armée du Guomindang est bien plus importante, mieux équipée, et contrôle déjà la majeure partie du territoire chinois. Malgré la volonté du général Marshall d'unir les forces chinoises, les négociations échouent. La guerre civile, inévitable, éclate. Tchang Kaï-chek pense pouvoir écraser l'armée communiste. Il décide d'attaquer, contre l'avis des conseillers américains, au nord-ouest, afin de détruire les principales forces communistes. Lin Biao deviendra un acteur éminent de la victoire militaire des communistes sur les nationalistes, qui aboutira à la création de la république populaire de Chine en 1949. L'armée nationaliste remporte les premières victoires. Mais en utilisant les techniques de la guérilla, Lin parvient à reprendre les terres et les villes occupées par l'armée nationaliste en Mandchourie. Il abandonne d'abord les villes à l'armée nationaliste, plus forte et plus nombreuse. Mais en gagnant le soutien de la paysannerie, il encercle, harcèle et fait tomber l'ennemi. En 1948, les troupes de Lin contrôlent la totalité de la Mandchourie. Elles s'emparent aussi de villes majeures comme Beijing, Tianjin, Wuhan, ou Guangzhou. Il occupe l'île de Hainan en octobre 1949. On lui attribue la mort de 36 généraux nationalistes. Si d'autres généraux communistes ont brillé lors de la guerre civile, comme Deng Xiaoping en Chine centrale, les exploits de Lin ont été décisifs. En 1955, Lin est promu au rang de maréchal de l'Armée populaire de libération.

## Carrière politique
Malgré ses grandes qualités militaires, Lin Biao se hisse lentement dans la hiérarchie du parti, surtout en raison d'une santé fragile. Il est élu une première fois au Politburo du PCC en 1950. Il est membre du 8e Politburo du PCC. En 1959, il accède au rang de ministre de la Défense, remplaçant Peng Dehuai après le plénum de Lushan. Il amorce une « dé-russification » de l'armée, et en fait une école de l'idéologie maoïste. En septembre 1965, il écrit une thèse sur la révolution dans les pays sous-développés, anciennement ou encore colonisés, intitulée Vive la guerre victorieuse du peuple ! (proposition étoffée : « Que règne la victoire de l'insurrection populaire, à jamais ! »). Il y compare les pays d'Afrique, d'Amérique latine et d'Asie à la « campagne » du monde, par opposition aux forces impérialistes de l'Occident, qui représentent les « villes » du monde. Ainsi, par analogie avec les théories militaires de Mao, il devient possible de renverser les impérialistes en gagnant le soutien des pays sous-développés. Lin fait de la révolution communiste en Chine le modèle de la révolution dans les pays colonisés, alors que la révolution russe est le modèle à suivre dans les pays occidentaux. Il considère aussi, comme Mao, que le nombre de combattants est plus important que les armes utilisées. La population de la Chine est sa force face à une menace américaine.

## Révolution culturelle (1966-1969)
Fidèle à Mao, Lin Biao joue un rôle majeur lors de la révolution culturelle. Cette « révolution » vise à purger le parti et renforcer le maoïsme après l'échec du Grand Bond en avant. L'Armée populaire de libération (APL) en est la colonne vertébrale. Lin Biao utilise les symboles pour en faire l'école de la véritable pensée communiste. Ainsi, il fait de Lei Feng le modèle du camarade communiste, à la manière du stakhanovisme soviétique : servant dans l'APL, dépourvu de vie personnelle, il est entièrement dévoué à la cause du parti ; orphelin, il considère le parti comme sa famille ; sa bonté d'âme en fait un exemple pour tous. C'est aussi Lin qui rédige le Petit Livre rouge, un recueil des citations de Mao, et s'assure que tout citoyen en reçoive une copie. Le Petit Livre rouge, brandi par les gardes rouges, est l'un des symboles de la révolution culturelle. Lorsque Mao annonce la fin du mouvement à la fin de l'année 1968, tous ses opposants ont été éliminés. Lin a alors la faveur de Mao, et il en est désigné successeur lors du IXe congrès du Parti communiste chinois, en avril 1969, au sein du 9e Politburo du PCC. Ye Qun, épouse de Lin Biao, accède aussi au bureau politique. Simon Leys considère que son accession avec comme seule raison d'être mariée à Lin Biao est la preuve de la « décadence du régime ».

## Chute
Cependant, trois factions s'opposent. Il y a celle de Lin Biao et Chen Boda ; celle des pragmatiques, très affaiblis par la révolution culturelle, emmenés par Zhou Enlai ; et celle de la femme de Mao, Jiang Qing, et sa bande des Quatre. Mao, pour conserver toute son influence, utilise cette division et apporte successivement son soutien à chacune d'elles[réf. nécessaire]. Mais celle de Lin Biao et de Chen Boda va progressivement déplaire à Mao. D'abord, Lin, qui a le soutien de l'Armée rouge, freine la mise en place de comités provinciaux qui doivent remplacer les comités révolutionnaires présidés par des militaires de l'Armée rouge. Lin s'oppose aussi à la réconciliation de la Chine avec les États-Unis. En effet, alors que les tensions sont vives entre l'URSS et la Chine, Mao invite le président Nixon à Pékin le 10 juillet 1971, contre toute attente. Lin s'était opposé en vain à cette visite. Pour écarter Lin du pouvoir, Mao va alors utiliser la maladresse de Chen Boda. En août 1970, au cours de la réunion du Comité central à Luscha, Chen propose le rétablissement d'un poste de président de la République, contre l'avis de Mao. Depuis que Liu Shaoqi a été contraint de le quitter en 1968, le poste est resté vacant. C'est donc Lin qui l'aurait occupé. Peu à peu, tous les proches de Lin sont écartés.

## Élimination (1971)
Plus que tous ses exploits militaires, c'est son élimination spectaculaire en 1971 qui le rend le plus célèbre. Lin est accusé de comploter contre Mao. 
Le conflit ne porte pas sur un désaccord politique mais sur la question du pouvoir. Certains historiens pensent que Mao voulait purger le parti de Lin, c'est pourquoi Lin aurait organisé un coup d'État. D'autres considèrent que Lin se serait tourné vers le gouvernement de la république de Chine basé à Taïwan et prévoyait de préparer le retour au pouvoir du Guomindang en Chine en échange d'une importante position. Cette thèse n'a jamais été approuvée ni démentie, ni par Taïwan ni par Pékin. La théorie que présente K.S. Karol dans son ouvrage sur la Chine est la suivante : Lin Biao faisait partie de la mouvance « soviétique », au sens de pro-russe, dans le PCC, réclamant par exemple une création d'une armée de métier, incompatible avec la conception de l'Armée populaire de Chine définie dans les thèses maoïstes. Cette modernisation et cet accroissement de pouvoir présentaient un risque pour le pouvoir personnel de Mao. Selon la thèse officielle du gouvernement chinois, Lin Biao et son fils Lin Liguo avaient prévu d'assassiner Mao entre les 8 et 10 septembre 1971. C'est la fille de Lin elle-même, Lin Liheng (Doudou) qui aurait dénoncé le complot. Lin prend alors la fuite avec sa famille et ses fidèles vers l'URSS. Poursuivis jusqu'à l'aéroport, ils embarquent à bord d'un avion de ligne Hawker Siddeley Trident de la Force aérienne chinoise. Peut-être à court de carburant, ou pris en chasse par l'aviation chinoise, celui-ci s'écrase le 13 septembre à Öndörkhaan en République populaire mongole. Il n'y a aucun survivant. Certains de ses alliés, en fuite eux aussi, sont arrêtés par l'armée de l'air chinoise. La plupart des dirigeants de l'armée sont purgés dans les semaines suivant l'écrasement de l’avion. On cacha la mort de Lin pendant un an. Par la suite, Lin est conspué sans relâche par la propagande. En particulier, la quatrième femme de Mao, Jiang Qing, entame une campagne en 1974 où l'on critique ensemble Confucius et Lin Biao. Cette campagne visait aussi indirectement son ennemi Zhou Enlai. Aujourd'hui, les errances de la révolution culturelle sont rejetées sur Lin Biao et la bande des Quatre. Longtemps considéré comme un traître, Lin Biao a été réhabilité lors du 80e anniversaire de l'Armée populaire de libération en 2007. Son portrait a été accroché aux côtés de ceux de neuf autres maréchaux fondateurs des forces chinoises au musée militaire de Pékin.

## Dans la fiction
- Lin Biao est le « héros » involontaire du roman de la série SAS, L'Homme de Kabul (1972), dont l'intrigue tourne autour de sa fuite et de son arrestation par des Afghans.